# Харчук Віталій Володимирович
Віталій Володимирович Харчук, псевдо Хірург (19 вересня 1999, Київ — 2 квітня 2022, Маріуполь) — український військовик. Учасник боїв війни на сході у 2018—2022 роках, командир 3-го відділення1-го взводу оперативного призначення 2-ї роти 2-го батальйону ОЗСП «Азов» НГУ. Учасник відбиття російського повномасштабного нападу 2022 року.

## Життєпис
Народився у місті Київ. Навчався у школі № 1 Шевченківського району м. Києва. Займався брейком, акробатикою та іншими видами спорту, зокрема хортингом. У 2014—2018 роках навчався у Київському індустріальному фаховому коледжі за спеціальністю «Механік». Був обраний старостою групи, старанно та відповідально виконував свої обов'язки. У 2018 році у віці 18 років був призваний на строкову військову службу до Окремого президентського полку. Через 3 місяці підписав перший контракт на 1 рік і виявив бажання перевестися до полку «Азов». Службу проходив у м. Урзуф Донецької області. Брав участь у бойових діях на сході України. Згодом підписав другий контракт на 3 роки. Отримав звання молодшого сержанта та став командиром 3-го відділення 1-го взводу оперативного призначення 2-ї роти 2-го батальйону. Завжди був прикладом для побратимів: мав загострене почуття справедливості, залізну силу волі та сповнене любові серце.
Після початку повномасштабного вторгнення РФ в Україну, 24 лютого 2022 року героїчно захищав м. Маріуполь. На його рахунку більше 5-ти одиниць броньованої техніки ворога. Вивів з оточення близько 20-ти захисників. Загинув, відбиваючи наступ ворога 2 квітня 2022 року. Був похований у м. Дніпро як невідомий захисник після обміну загиблими військовими 30 травня 2023.
Перепоховали Віталія Харчука 1 жовтня 2022 року в Києві на Лук'янівському військовому кладовищі.

## Пам'ять
У 2023 році було створено петицію про перейменування на честь Віталія Харчука вулиці Отто Шмідта, де він проживав у м. Київ.

## Нагороди
- Нагрудний знак «Ветеран війни — учасник бойових дій»
- Орден «За мужність» ІІІ ступеня (посмертно)